# Невідмовність
Невідмовність — це властивість захищеності комп'ютерної системи, коли учасник взаємодії не може успішно заперечувати виконання ним певних дій. Забезпечення невідмовності потребує залучення арбітра для розгляду суперечок.

## Види відмов
Згідно з НД ТЗІ 1.1-003-99 "Термінологія в галузі захисту інформації в  комп’ютерних системах від несанкціонованого доступу" виділяються наступні види відмов:
- відмова від авторства;
- відмова від отримання[1].

## Різниця між електронним цифровим підписом та MAC
У забезпеченні невідмовності від авторства полягає різниця у властивостях ЕЦП та MAC: ЕЦП забезпечує невідмовність від авторства, а MAC - ні. Внаслідок того, що MAC є симетричним криптографічним алгоритмом, ключ поділяється усіма сторонами взаємодії. Тому відправник повідомлення завжди може стверджувати, що створене ним повідомлення з MAC не його, а насправді створене іншим учасником взаємодії. ЕЦП є асиметричним криптографічним алгоритмом, тому для перевірки ЕЦП використовується відкритий ключ, відмінний від ключа накладання ЕЦП (особистого ключа), що при дотриманні політик інфраструктури відкритих ключів дозволяє з високою упевненістю гарантувати забезпечення невідмовності від авторства.